# Menkea crassa
Menkea crassa är en korsblommig växtart som beskrevs av Elizabeth Anne Shaw. Menkea crassa ingår i släktet Menkea och familjen korsblommiga växter. Inga underarter finns listade i Catalogue of Life.